# Rachid El Guerjouma
Rachid El Guerjouma, né en 1959 au Maroc, est un acousticien et universitaire français. Il est président de l'université du Mans du 16 mai 2012 au 31 mars 2021 et de l'Institut technologique européen des métiers de la musique depuis novembre 2018.

## Biographie

### Jeunesse et formation
Né en 1959 au Maroc d'un père comptable qui l'aurait aimé médecin, Rachid El Guerjouma suit ses études secondaires au lycée Lyautey de Casablanca (Maroc) et développe, adolescent, un intérêt pour la recherche universitaire.
En 1979, il intègre l'université Bordeaux-I où il obtient successivement un diplôme d'études universitaires générales, une licence, une maîtrise, un diplôme d'études approfondies en génie mécanique puis, en décembre 1989, un doctorat en acoustique-physique à l'issue d'une thèse sur les ultrasons. Il se spécialise ensuite en contrôle non destructif en aéronautique.

### Carrière
En 1990, il rejoint l'Institut national des sciences appliquées (INSA) de Lyon comme maître de conférences en physique, y obtient son habilitation à diriger des recherches en 2003 puis est recruté par l'université Claude-Bernard-Lyon-I en 2002. De 1999 à 2003, il siège au conseil d'administration de l'INSA de Lyon. Nommé professeur des universités en 2004, il rejoint l'université du Maine et son laboratoire d'acoustique (UMR CNRS), où il codirige le master en acoustique et mécanique jusqu'en 2008 et dont il est le directeur adjoint jusqu'en 2012. De 2008 à 2012, il est vice-président du conseil d'administration de l'université mancelle.
Le 16 mai 2012, seul candidat à la succession d'Yves Guillotin, il est élu président de l'université du Maine ; et choisit de poursuivre ses activités d'enseignement et de recherche,. Lors de sa campagne, il déclare que Le Mans est « l'une des vingt universités les moins bien dotées de France » et demande l'abrogation de la loi relative aux libertés et responsabilités des universités, « qui a donné l'autonomie des universités, sans les moyens de les faire fonctionner ». En septembre 2017, il pilote le changement de nom de l'établissement, qui devient « Le Mans Université ». Il est réélu pour un second mandat le 17 mai 2016. En janvier 2020, il annonce la création d'une faculté de médecine commune avec l'université d'Angers.
En novembre 2018, il succède à René Martin, démissionnaire, comme président de l'Institut technologique européen des métiers de la musique (ITEMM),,.

### Engagements et vie privée
Dans d'une interview à Ouest-France en 2012, Rachid El Guerjouma déclare « être un homme normal », « ne pas cacher ses sympathies à gauche » et militer au Syndicat national de l'enseignement supérieur (Snesup).
Il est marié, père d'une fille et joue des percussions.

## Décorations
- Chevalier de l'ordre national du Mérite (2019)[13],[14]